# ویلیام آرنولد (بازیکن فوتبال)
ویلیام آرنولد (انگلیسی: William Arnold; ۱ مارس ۱۹۰۰ – ۱ ژانویهٔ ۱۹۷۷) بازیکن فوتبال اهل بریتانیا بود.
از باشگاه‌هایی که در آن بازی کرده‌است می‌توان به باشگاه فوتبال گیلینگام اشاره کرد.